# Столбов, Виталий Васильевич
Вита́лий Васи́льевич Столбо́в (25 апреля 1915, Чертовищи, Ивановская область — 10 декабря 2003, Москва) — советский и российский учёный, историк физической культуры и спорта, доктор педагогических наук (1990), профессор. Специалист в области истории отечественной и всеобщей физической культуры, спорта и олимпийского движения. Участник Великой Отечественной войны.

## Биография
Родился 25 апреля 1915 года в деревне Чертовище Кинешемского уезда Вичугской волости Костромской губернии (ныне территория Вичугского района Ивановской области) в семье крестьянина-середняка.
После окончания начальной школы поступил в техникум физической культуры. Специализировался на футболе и достиг в этом виде спорта заметных результатов. Окончил техникум с отличием, что давало право поступления в институт физической культуры без экзаменов.
Участник Великой Отечественной войны. После демобилизации приехал в Москву и поступил в Государственный центральный ордена Ленина институт физической культуры (ГЦОЛИФК). Будучи студентом, демонстрировал высокое футбольное мастерство: играл в командах Краснодара, в составе сборной РСФСР был центральным форвардом. На первом курсе ГЦОЛИФК на него обратил внимание профессор Фёдор Иванович Самоуков, под влиянием которого В. В. Столбов увлёкся историей физической культуры.
После успешного завершения учёбы в институте по рекомендации Ф.И. Самоукова поступил в аспирантуру. В 1953 году под научным руководством профессора Д.А. Крадмана защитил кандидатскую диссертацию на тему «Развитие физической культуры и спорта в РСФСР в послевоенную сталинскую пятилетку (1946–1950 гг.)».
С 1972 года возглавлял кафедру истории и организации физической культуры ГЦОЛИФК. Под его руководством кафедра укрепила свои лидирующие позиции в системе физкультурного образования СССР. На протяжении более двух десятилетий В. В. Столбов также руководил Предметной комиссией по истории физической культуры и спорта при Управлении высших учебных заведений Спорткомитета СССР, которая характеризовалась как одна из наиболее эффективных. Выступал инициатором и активным участником всесоюзных научных конференций и симпозиумов по истории физической культуры и спорта в 1970–1980-е годы.
Являлся автором и редактором учебников по истории физической культуры и спорта. В 1975 году под его общей редакцией вышел первый в советской историографии учебник по истории физической культуры и спорта для институтов физической культуры. Последующие издания учебников под его авторством или редакцией выходили в 1983, 1994 и 2000 годах. Всего В.В. Столбов стал автором и соавтором свыше 100 публикаций по различным проблемам отечественной и всеобщей истории физической культуры и спорта, а также истории международного спортивного и олимпийского движения.
Внёс значительный вклад в подготовку научных кадров: под его руководством была защищена 41 кандидатская диссертация (по другим данным — более 40). Идеи В. В. Столбова легли в основу докторских диссертаций Н.Н. Бугрова, Г.С. Деметера, Ю.П. Симакова и А.Б. Суника. В 1990 году защитил докторскую диссертацию (в форме научного доклада по совокупности опубликованных работ, автореферат издан под названием «История физической культуры: учебник для педагогических институтов»).
В. В. Столбов работал над созданием многотомного коллективного труда по всемирной истории физической культуры и спорта, однако этот проект не был завершён по объективным причинам.
По воспоминаниям А. Б. Суника, В. В. Столбова отличали «колоссальное трудолюбие, целеустремленность, мужество, стойкость, удивительное самообладание, неизменная доброжелательность».
Скончался 10 декабря 2003 года в Москве в возрасте 88 лет.

## Награды и признание
- Почётный член Олимпийского комитета России[2]. Отмечалось, что В. В. Столбов стал первым из историков физической культуры советской эпохи и Новой России, удостоенным этой чести[1].

## Память
По оценке А. Б. Суника, Виталий Васильевич Столбов оставил «неизгладимый след» в советской и новейшей российской историографии истории физической культуры и спорта.

## Основные публикации
- Государственный центральный ордена Ленина институт физической культуры / Отв. ред. В. В. Столбов. — М. : Физкультура и спорт, 1981.
- Столбов В. В. История физической культуры: Учебник для ин-тов физ. культ.. — М.: Физкультура и спорт, 1975.
- Столбов В. В., Финогенова Л. А., Мельникова Н. Ю. История физической культуры и спорта: Учебник для ин-тов физ. культ.. — М.: Физкультура и спорт, 2000. — ISBN 5-278-00719-5.
- Столбов В. В. История физической культуры: учебник для педагогических институтов. — М., 1990.